# Montgomery Castle
Montgomery Castle (walisisch Castell Trefaldwyn) ist die Ruine einer Höhenburg in Powys in Wales. Die als Kulturdenkmal der Kategorie Grade I klassifizierte sowie als Scheduled Monument geschützte Ruine liegt auf einem Felsen oberhalb der Stadt Montgomery.

## Geschichte

### Die erste normannische Burg
Eine erste Burg wurde während der normannischen Eroberung von Wales durch Roger de Montgomerie zwischen 1071 und 1074 errichtet. Die als Hen Domen bekannte Burg lag etwa 1500 m nordwestlich der heutigen Burg und diente der Kontrolle einer wichtigen Furt über den Severn. Nach der Rebellion von Rogers Sohn Robert of Bellême vergab König Heinrich I. die Burg 1102 an Baldwin de Boulers. Nach ihm erhielt die Burg ihren walisischen Namen Trefaldwyn (englisch Baldwins Town). Die Familie de Boulers, später auch Bowdler genannt, hielt die Burg als Mittelpunkt einer kleinen Herrschaft der Welsh Marches bis 1215, als die Burg in den Kriegen gegen König Johann Ohneland durch Fürst Llywelyn ab Iorwerth erobert und zerstört wurde. Nach 1223 wurde die alte Burg als Außenposten der neuen königlichen Burg verstärkt wieder aufgebaut, bis sie nach der Eroberung von Wales durch König Eduard I. um 1300 aufgegeben wurde und verfiel.

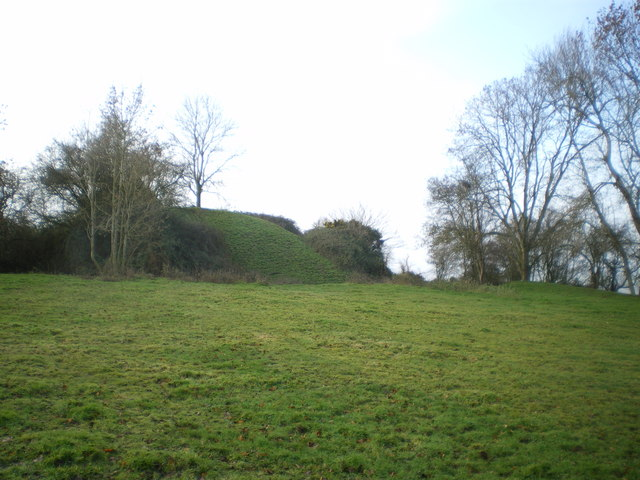
Die Motte von Hen Domen, der normannischen Vorgängerburg von Montgomery Castle

### Bau der königlichen Burg
Nach einem erfolgreichen Feldzug gegen Fürst Llywelyn ab Iorwerth befahl der königliche Justiciar Hubert de Burgh im August 1223 den Bau einer neuen königlichen Burg zur Sicherung der englisch-walisischen Grenze. Am 1. Oktober 1223, am 16. Geburtstag des jungen Königs Heinrich III., begann der Bau offiziell. Neben der Burg entstand auch die befestigte Siedlung Montgomery, der 1227 eine Royal Charter verliehen wurde. Damit gilt sie als  ältestes Borough von Wales. Die ersten Befestigungen der Burg wurden noch provisorisch aus Holz errichtet, doch diese wurden rasch durch steinerne Mauern ersetzt. Bis 1228 entstand der innere Burghof mit dem Torhaus, in diesem Jahr wurde die Burg dem zum Earl of Kent erhobenen Hubert de Burgh zur Verwaltung übergeben. Die Burg widerstand in diesem Jahr bereits einem walisischen Angriff unter Fürst Llywelyn. Nach dem Angriff begann der Ausbau der Burg durch die Anlage des mittleren und des äußeren Burghofs. Die Mauern und das Torhaus des mittleren Burghofs wurden bis 1253 fertiggestellt.

### Umkämpfte Grenzfestung
Im Englisch-Walisischen Krieg von 1231 bis 1234 wurde im Mai 1231 eine walisische Streitmacht unweit der Burg in einem Hinterhalt überrascht und geschlagen. Aus Rache überfiel im Juni eine weitere walisische Streitmacht die Stadt und brannte sie nieder, während die Burg nicht eingenommen werden konnte. Nachdem Hubert de Burgh 1232 gestürzt wurde, fiel die Burg wieder unter königliche Verwaltung. Ein weiterer walisischer Angriff folgte im September 1233, bei diesem wurde der Brunnenturm beschädigt, der anschließend wieder repariert wurde. Zu Beginn des Jahres 1244 folgte während des Krieges von Fürst Dafydd ap Llywelyn ein neuer walisischer Angriff, bei dem wieder die Stadt niedergebrannt wurde. Im Februar 1245 konnten die Bürger der Stadt dagegen eine walisische Streitmacht in Sichtweite der Burgmauern besiegen. Nach der Niederlage von Fürst Dafydd kam es ab 1256 unter dem neuen walisischen Fürst Llywelyn ap Gruffydd erneut zum Krieg gegen die englische Vorherrschaft, dabei wurde die Stadt im März 1257 erneut niedergebrannt. Wieder widerstand die Burg dem walisischen Angriff, obwohl im Januar und dann wieder im Mai Teile der Burgbesatzung bei Vorstößen nach Wales überfallen und niedergemacht wurden. Während des Zweiten Kriegs der Barone suchte im Sommer 1264 eine Truppe des Marcher Lords Roger Mortimer of Wigmore in der Burg Zuflucht vor einer Streitmacht von oppositionellen englischen Baronen, die von Fürst Llywelyn ap Gruffydd unterstützt wurde.

### Vom Vertrag von Montgomery bis zur Eroberung von Wales
Im September 1267 fand in der Burg die Besiegelung des Friedensvertrags statt, den Legat Ottobono Fieschi für König Heinrich III. mit Fürst Llywelyn ausgehandelt hatte und der als Vertrag von Montgomery bekannt ist. Die eigentlichen Verhandlungen fanden in Shrewsbury statt, in der Burg fanden nur die Huldigung des walisischen Fürsten vor dem englischen König und die anschließenden Feierlichkeiten statt. Trotz des Friedensvertrags kam es in den nächsten Jahren zu weiteren Kämpfen zwischen den Walisern und den englischen Marcher Lords. Unweit der Burg entstand das walisische Dolforwyn Castle, weshalb auch Montgomery weiter ausgebaut wurde. In dieser Bauperiode entstanden die Küche und das Brauhaus im inneren Burghof. Während des zweiten Feldzugs von König Eduard I. zur Eroberung von Wales war die Burg Sammelpunkt der englischen Armee, die im Dezember 1282 gegen Builth Wells vorstieß und dort Fürst Llywelyn in einem Gefecht tötete. Während des walisischen Aufstands von 1294 bis 1295 sammelte sich im Anfang 1295 ein Teil der englischen Armee des Earl of Warwick vor der Burg, die dann einen Teil der Aufständischen in der Schlacht von Maes Madog schlagen konnte. Nach der Niederschlagung des walisischen Aufstands verlor die Burg ihre militärische Bedeutung. Sie wurde vernachlässigt und vornehmlich als Gefängnis genutzt.

### Spätere Geschichte
Im 14. Jahrhundert kam die Burg in den Besitz der Familie Mortimer. Während der Rebellion von Owain Glyndŵr konnten die Rebellen 1402 erneut die Stadt erobern und plündern, doch die Burg widerstand dem Angriff. Nach der Eingliederung von Wales unter Heinrich VIII. entstanden unter Rowland Lee, der als Bischof von Coventry und Lichfield auch von 1534 bis 1543 Vorsitzender des Council of the Marches war, neue Wohngebäude im inneren und mittleren Burghof. Ab 1622 ließ Sir Edward Herbert durch John und Samuel Scampion ein aufwändig gestaltetes, dreiflügliges Herrenhaus aus Ziegelstein und Fachwerk im mittleren Burghof errichten. Während des Englischen Bürgerkriegs besetzte 1643 eine königliche Garnison die Burg, worauf die Burg im Sommer 1644 durch Parlamentstruppen unter Thomas Myddelton erobert wurde. Im September 1644 kam es zwischen königlichen Truppen unter John Byron und Parlamentstruppen unter John Meldrum und Thomas Mytton zur Schlacht bei Montgomery, die mit einem klaren Sieg der Parlamentstruppen endete. Nach dem Ende des Bürgerkriegs befahl das Parlament 1649 die vollständige Schleifung der Burg. Dabei wurde auch das neue Herrenhaus zerstört. In den nächsten Jahrhunderten diente die Ruine als Steinbruch. 1800 stürzte ein großer Teil der noch vorhandenen Mauern ein.
Heute wird die Ruine von Cadw betreut und ist zu besichtigen.

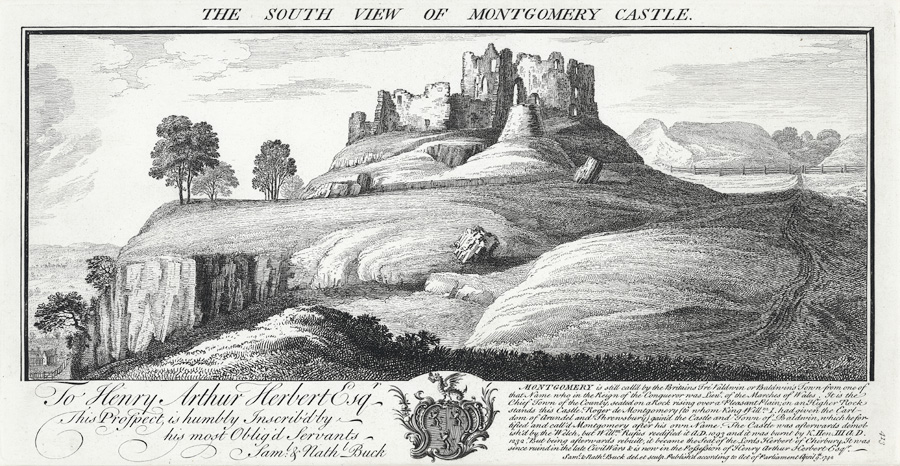
Die Ruine von Montgomery Castle von Süden. Darstellung von 1742

## Anlage
Die spärlichen Ruinen der einst mächtigen Burg liegen westlich der Stadt auf dem Gipfel des sogenannten Castle Hill, einem an drei Seiten steil abfallenden Basaltfelsen. Nach den Zerstörungen ab 1649 sind von weiten Teilen der Burg nur die Grundmauern erhalten. Vermutlich entwarf Hubert de Burgh, der schon Burg Chinon in Frankreich sowie Dover Castle bei Belagerungen verteidigt hatte und auch die walisischen Burgen Skenfrith, Grosmont und White Castle erbauen oder umbauen ließ, selbst die Pläne für den Bau von Montgomery Castle. Der innere Burghof, später auch Donjon genannt, war von einer hohen Ringmauer umgeben und durch ein stark befestigtes Torhaus mit zwei D-förmigen Wehrtürmen geschützt. Die Wohngebäude waren von innen an die Ringmauer angebaut. Durch einen in den Stein gehauenen Graben war die innere Burg vom mittleren und dem davor liegenden kleinen äußeren Burghof getrennt. Im mittleren Burghof befand sich im 17. Jahrhundert an drei Seiten das Herrenhaus von Edward Herbert.